# Іваненки (шляхетський рід)
Іваненки — український козацько-старшинський, пізніше шляхетський рід.

## Історія
Рід заснований Іваном Іваненком, на прізвисько Багатий, що був «Гетьманом дубосарським» у Молдові наприкінці XVII ст.
Його син Грицько Іваненко переселився в Україну в 1706 і був полковником Брацлавського полку. Його син Григорій Іваненко, був переяславским полковником. У свою чергу, Іваненки через Івана Лютого походять від молдовського роду Мушатів.
До цього роду належали: Іваненко Іван Михайлович — Київський губернський маршалок шляхти (1787—1790); Моісей Іваненко (1754 — близько 1811) — Київський губернський маршалок шляхти (1797-1799); Микола Іваненко (1837 — після 1910) — келецький губернатор, таємний радник (1892); Микола Іваненко (1842—1912) — філософ, православний подвижник.
Рід внесений у I і VI розділи родоводу книги Київської, Чернігівської, Полтавської і Катеринославської губерній, а герб — у 8-й розділ «Общего гербовника дворянских родов Всероссийской империи».
Відомий як учасник Французько-російської війни (1812) року підпоручик Л.-гв. Гусарського полку Аркадій Іваненко
Є ще кілька родів Іваненків більш пізнього походження. Так відомо про шлисельбурзького ісправника Олександра Іваненка «зі збіднілих курських поміщиків»

## Опис герба
Щит розділений горизонтально навпіл, у верхній половині в золотому полі розташована голова зубра, пронизана мечем. У нижній половині в зеленому полі на срібнібному блюдці лежить серце, пронизане хрестоподібною шаблею і стрілою.
Щит увінчаний шляхетськими шоломом і короною з перами страуса, посередині горизонтально розташовані срібні стріла і шабля, вістрями спрямовані стріла — у правий бік, а шабля — в лівий. Намет на щиті золотий, підкладений зелени тлом. Герб роду Іваненків внесений у 8-й розділ «Общего гербовника дворянских родов Всероссийской империи», стр. 130.